# أنتسيرابي

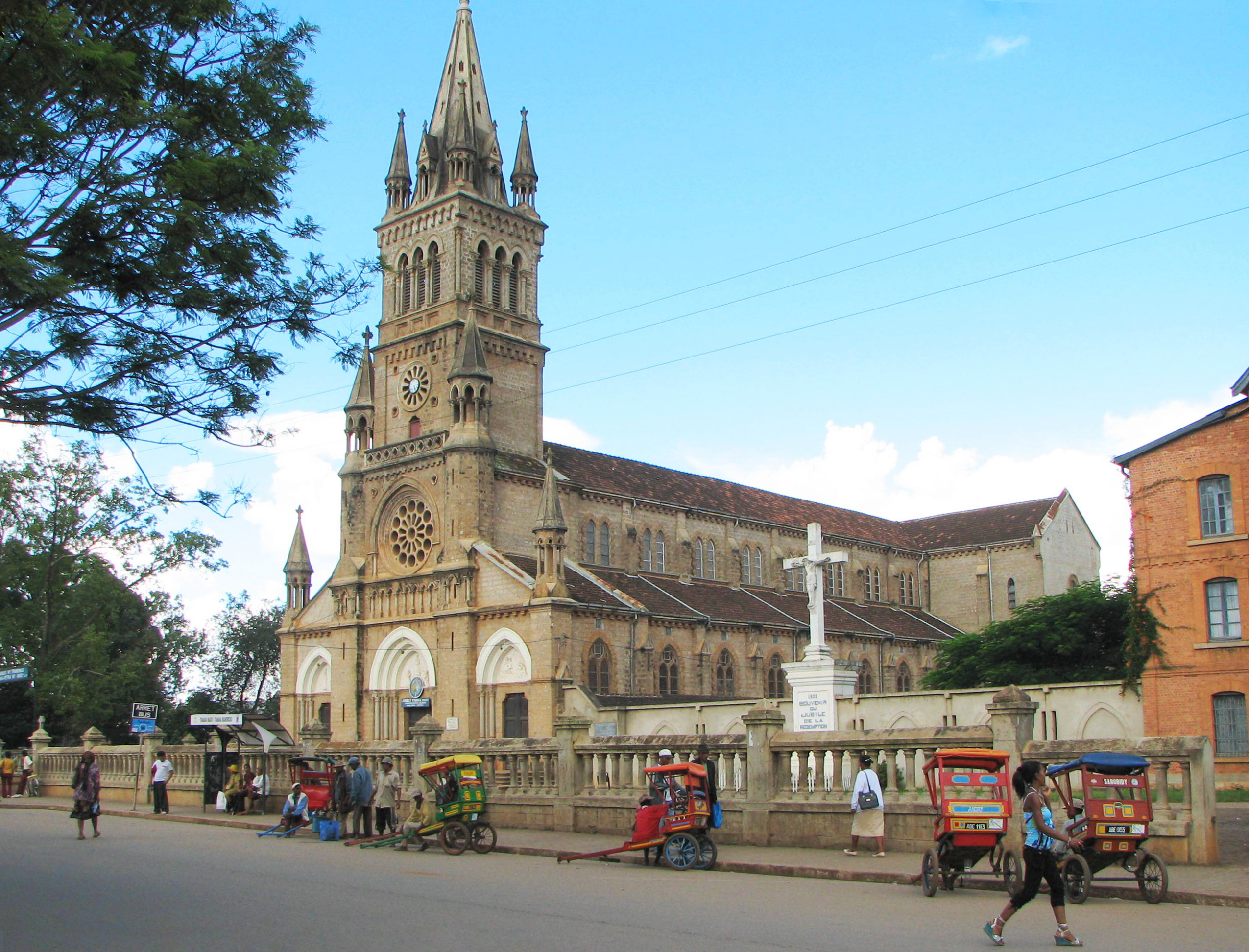
كاتدرائية أنتسيرابي

أنتسيرابي هي ثالث أكبر مدن مدغشقر وعاصمة منطقة فاكينانكارترا، ويبلغ عدد سكانها يتجاوز 180.000 نسمة. تعرف أنتسيرابي بطقسها البارد نسبيًا (مثل بقية المنطقة الوسطى من البلاد).

## المناخ
يظهر الجدول التالي التغييرات المناخية على مدار السنة لأنتسيرابي:
| البيانات المناخية لـأنتسيرابي              | البيانات المناخية لـأنتسيرابي | البيانات المناخية لـأنتسيرابي | البيانات المناخية لـأنتسيرابي | البيانات المناخية لـأنتسيرابي | البيانات المناخية لـأنتسيرابي | البيانات المناخية لـأنتسيرابي | البيانات المناخية لـأنتسيرابي | البيانات المناخية لـأنتسيرابي | البيانات المناخية لـأنتسيرابي | البيانات المناخية لـأنتسيرابي | البيانات المناخية لـأنتسيرابي | البيانات المناخية لـأنتسيرابي | البيانات المناخية لـأنتسيرابي |
| الشهر                                      | يناير                         | فبراير                        | مارس                          | أبريل                         | مايو                          | يونيو                         | يوليو                         | أغسطس                         | سبتمبر                        | أكتوبر                        | نوفمبر                        | ديسمبر                        | المعدل السنوي                 |
| ------------------------------------------ | ----------------------------- | ----------------------------- | ----------------------------- | ----------------------------- | ----------------------------- | ----------------------------- | ----------------------------- | ----------------------------- | ----------------------------- | ----------------------------- | ----------------------------- | ----------------------------- | ----------------------------- |
| متوسط درجة الحرارة الكبرى °م (°ف)          | 24.9 (76.8)                   | 25 (77)                       | 24.4 (75.9)                   | 23.8 (74.8)                   | 21.8 (71.2)                   | 19.7 (67.5)                   | 19.3 (66.7)                   | 20.4 (68.7)                   | 23.3 (73.9)                   | 25.5 (77.9)                   | 26.1 (79.0)                   | 25.1 (77.2)                   | 23.3 (73.9)                   |
| المتوسط اليومي °م (°ف)                     | 19.6 (67.3)                   | 19.7 (67.5)                   | 19.1 (66.4)                   | 17.7 (63.9)                   | 15.3 (59.5)                   | 13.1 (55.6)                   | 12.7 (54.9)                   | 13.3 (55.9)                   | 15.6 (60.1)                   | 17.7 (63.9)                   | 19.2 (66.6)                   | 19.5 (67.1)                   | 16.9 (62.4)                   |
| متوسط درجة الحرارة الصغرى °م (°ف)          | 14.4 (57.9)                   | 14.4 (57.9)                   | 13.9 (57.0)                   | 11.7 (53.1)                   | 8.8 (47.8)                    | 6.6 (43.9)                    | 6.2 (43.2)                    | 6.3 (43.3)                    | 7.9 (46.2)                    | 10 (50)                       | 12.3 (54.1)                   | 13.9 (57.0)                   | 10.5 (50.9)                   |
| الهطول مم (إنش)                            | 298 (11.7)                    | 243 (9.6)                     | 191 (7.5)                     | 90 (3.5)                      | 31 (1.2)                      | 13 (0.5)                      | 12 (0.5)                      | 11 (0.4)                      | 28 (1.1)                      | 68 (2.7)                      | 147 (5.8)                     | 249 (9.8)                     | 1٬381 (54.3)                  |
| المصدر: Climate-Data.org (altitude: 1507m) |                               |                               |                               |                               |                               |                               |                               |                               |                               |                               |                               |                               |                               |

## توأمة
لأنتسيرابي اتفاقيات توأمة مع كل من:
- ستافانغر
- فاكوس-فينيكس
- مونلوسون

## أعلام
- أمينة أميرة المغرب
- أندريه راجولينا
- ألكسندر جونسون